# 통일 전 동독과 서독의 실업률
통일 전 동독과 서독의 실업률에 대해 설명한다.

## 통일 전 동독과 서독의 실업률[1]
서독의 실업률은 1950년 11%를 시작으로 1962년~1970까지 0.7%로 하락했다. 하지만 1974년부터 약간의 상승세를 보이다 다시 하락, 다시 상승을 반복하여 1980년대에 들어서면서 5.5~8.9%까지 상승하게 된다. 통일 직전인 1989년도에는 7.9%, 1990년에는 7.2%를 기록하는 등, 통일 전 서독의 실업률은 증가와 감소가 반복되었지만, 동독은 1958년까지 연평균 1만5천~2만 명의 실업자가 존재한다고 발표했으나 1958년 이후에는 공식적으로 실업자가 존재하지 않는 것으로 발표해왔다. 다만 중앙정부의 계획에 의한 노동자들의 직종 간 직장 이동시 일시적으로 일자리가 채워지지 않은 경우가 있는데, 노동자 직장교체비율은 매년 전체 취업인구의 7~8%에 이르렀다고 발표했다. 즉 동독은 1958년 이후부터 통일 이전인 1989까지 실질적 실업률이 0%였다는 것이다.

## 통일 전 동독의 0% 실업률 원인
통일 전 동독은 사회주의 국가들 가운데 공업화가 가장 잘된 나라였다. 또한 동독은 통일 전 주력시장이던 공산권(COMECON) 시장에서 산업 생산과 기술면에서 선두를 달리고 있었기 때문에 동유럽 사회주의 국가들이 필요로 하는 기술과 제품을 제공하는 전진기지 역할을 했었다. 그로인해 기술혁신보다는 단순 투입량의 극대화를 통한 산출량의 극대화를 추구하는 경향이 나타났고, 그러한 경제체제 문제는 동독 노동시장의 조건을 규정하는 결정적 요인이었다. 즉 실업이 존재하지 않는 사회주의경제체제의 동독 기업에서는 생산의 효율성 문제보다는 과잉노동력이 유지되고 있었다. 그렇기 때문에 통일 전 동독은 실업이라는 개념조차 낯선 사회 속에서 0%라는 실업률을 나타날 수 있었다.